# Episodi di Black Sails (quarta stagione)
La quarta e ultima stagione della serie televisiva Black Sails, composta da 10 episodi, è stata trasmessa dal canale statunitense via cavo Starz dal 29 gennaio al 2 aprile 2017.
In Italia, la stagione è andata in onda in prima visione sul canale satellitare Sky Atlantic dal 4 settembre al 9 ottobre 2017.
A partire da questa stagione entrano nel cast principale David Wilmot e Harriet Walter. Rupert Penry-Jones ricompare come guest star.
| nº | Titolo originale | Prima TV USA     | Prima TV Italia   |
| -- | ---------------- | ---------------- | ----------------- |
| 1  | XXIX.            | 29 gennaio 2017  | 4 settembre 2017  |
| 2  | XXX.             | 5 febbraio 2017  | 11 settembre 2017 |
| 3  | XXXI.            | 12 febbraio 2017 | 11 settembre 2017 |
| 4  | XXXII.           | 19 febbraio 2017 | 18 settembre 2017 |
| 5  | XXXIII.          | 26 febbraio 2017 | 18 settembre 2017 |
| 6  | XXXIV.           | 5 marzo 2017     | 25 settembre 2017 |
| 7  | XXXV.            | 12 marzo 2017    | 25 settembre 2017 |
| 8  | XXXVI.           | 19 marzo 2017    | 2 ottobre 2017    |
| 9  | XXXVII.          | 26 marzo 2017    | 2 ottobre 2017    |
| 10 | XXXVIII.         | 2 aprile 2017    | 9 ottobre 2017    |

## XXIX.
- Titolo originale: XXIX.
- Diretto da: Lukas Ettlin
- Scritto da: Jonathan E. Steinberg e Robert Levine

### Trama
Flint e Silver guidano i combattimenti per riprendere Nassau e Rogers si dimostra un avversario all'altezza; Jack e Barbanera cercano vendetta; Eleanor cerca di adattarsi al suo nuovo ruolo.
- Guest star: Zethu Dlomo (Madi), Chris Larkin (Capitano Berringer), Andre Jacobs (De Groot), Laudo Liebenberg (Dooley), Anna-Louise Plowman (Signora Hudson), Craig Jackson (Augustus Featherstone), Lise Slabber (Idelle), Chris Fisher (Ben Gunn), Winston Chong (Joji), Aidan Whytock (Jacob Garrett), Andrian Mazive (Kofi), Wilson Carpenter (Ellers), Alistair Moulton Black (Dottor Howell), Craig Hawks (Reuben), Dale Jackson (Luogotenente Utley), Clyde Berning (Luogotenente Kendrick), Rory Acton Burnell (Colin), Adam Neill (Signor Soames), Mike Westcott (Giudice Adams), Clinton du Preez (Dottore della vendetta), Mark Elderkin (Pastore Lambrick), Milton Schorr (Luogotenente Burrell), Sizo Mahlangu (Obi).
- Ascolti USA: telespettatori 738 000[3]

## XXX.
- Titolo originale: XXX.
- Diretto da: Alik Sakharov
- Scritto da: Jonathan E. Steinberg e Dan Shotz

### Trama
Billy contesta l'autorità di Flint. Eleanor ha un piano per Rogers. Silver cerca un improbabile aiuto. Max riceve un avvertimento.
- Guest star: Zethu Dlomo (Madi), Chris Larkin (Capitano Berringer), Craig Jackson (Augustus Featherstone), Lise Slabber (Idelle), Anna-Louise Plowman (Signora Hudson), Laudo Liebenberg (Dooley), Chris Fisher (Ben Gunn), Aidan Whytock (Jacob Garrett), Tinah Mnumzana (Ruth), Andrian Mazive (Kofi), Winston Chong (Joji), Russel Savadier (Signor Underhill), Mary-Anne Barlow (Margaret Underhill), Luka Goodall (Audrey Underhill), Dale Jackson (Luogotenente Utley), Craig Hawks (Reuben), Sizo Mahlangu (Obi), Mike Westcott (Giudice Adams), Wilson Carpenter (Ellers), Rory Acton Burnell (Colin), Rhys Williams (Giubba rossa terrorizzata), Noah Brogden (Ragazzo), Jason Delplanque (Luogotenente Werth), Milton Schorr (Luogotenente Burrell).
- Ascolti USA: telespettatori 340 000[4]

## XXXI.
- Titolo originale: XXXI.
- Diretto da: Roel Reiné
- Scritto da: Jonathan E. Steinberg e Brad Caleb Kane

### Trama
Max corre contro la legge. Rogers fa i conti con il suo passato. Flint e Madi raggiungono un accordo. Ritorna Long John Silver.
- Guest star: Zethu Dlomo (Madi), Chris Larkin (Capitano Berringer), Craig Jackson (Augustus Featherstone), Lise Slabber (Idelle), Anna-Louise Plowman (Signora Hudson), Laudo Liebenberg (Dooley), Sibo Mlambo (Eme), Aidan Whytock (Jacob Garrett), Winston Chong (Joji), Andrian Mazive (Kofi), Clyde Berning (Luogotenente Kendrick), Dale Jackson (Luogotenente Utley), Alistair Moulton Black (Dottor Howell), Craig Hawks (Reuben), David Butler (Frasier), Wilson Carpenter (Ellers), Milton Schorr (Luogotenente Burrell), Sizo Mahlangu (Obi), Apolinhalo Antonio (Zaki), Mike Westcott (Giudice Adams), Andrew Roux (Signor Harrison), Paul Du Toit (Comandante del drappello), Guy De Lancey (Comandante dello sloop), Jason Delplanque (Luogotenente Werth), Nevena Jablanovic (Georgia).
- Ascolti USA: telespettatori 503 000[5]

## XXXII.
- Titolo originale: XXXII.
- Diretto da: Marc Jobst
- Scritto da: Peter Ocko e Michael Russell Gunn

### Trama
La violenza travolge Nassau. Silver pretende risposte da Billy. Eleanor arriva in aiuto di Max. Bonny e Rackham patiscono l'inferno.
- Guest star: Zethu Dlomo (Madi), Andre Jacobs (De Groot), Craig Jackson (Augustus Featherstone), Lise Slabber (Idelle), Anna-Louise Plowman (Signora Hudson), Laudo Liebenberg (Dooley), Chris Fisher (Ben Gunn), Aidan Whytock (Jacob Garrett), Clyde Berning (Luogotenente Kendrick), Winston Chong (Joji), Tinah Mnumzana (Ruth), Tony Kgoroge (Julius), Andrian Mazive (Kofi), Rory Acton Burnell (Colin), Dale Jackson (Luogotenente Utley), Adam Neill (Signor Soames), Sizo Mahlangu (Obi), Kerry Gregg (Milton), Wilson Carpenter (Ellers), David Butler (Frasier), Anton Dekker (Tom Morgan), Theo Landey (Primo ufficiale Molin), Darrell McLean (Intagliatore), Anthony C. Hyde (Sayle), Nick Rebelo (Rawls), Milton Schorr (Luogotenente Burrell), Ebby Weyime (Amara), Trevor Frost (Giubba rossa molesta).
- Ascolti USA: telespettatori 483 000[6]

## XXXIII.
- Titolo originale: XXXIII.
- Diretto da: Alik Sakharov
- Scritto da: Jonathan E. Steinberg e Dan Shotz

### Trama
Silver prende la vita di Flint nelle sue mani. Billy è a un bivio. Eleanor rischia tutto. Rogers fa una proposta stupefacente.
- Guest star: Zethu Dlomo (Madi), Andre Jacobs (De Groot), Craig Jackson (Augustus Featherstone), Laudo Liebenberg (Dooley), Anna-Louise Plowman (Signora Hudson), Aidan Whytock (Jacob Garrett), Dale Jackson (Luogotenente Utley), Winston Chong (Joji), Theo Landey (Primo ufficiale Molin), Andrian Mazive (Kofi), Ilay Kurelovic (Governatore Raja), Jorge Suquet (Juan Antonio Grandal), Scott George (Consigliere spagnolo), Brandon Amronski (Alto ufficiale spagnolo), Adam Neill (Signor Soames), Rory Acton Burnell (Colin), Sizo Mahlangu (Obi), Apolinhalo Antonio (Zaki), Wojtek Lipinski (Giubba rossa 1), Frans Steyn (Giubba rossa 2), David Butler (Frasier).
- Ascolti USA: telespettatori 448 000[7]

## XXXIV.
- Titolo originale: XXXIV.
- Diretto da: Steve Boyum
- Scritto da: Jonathan E. Steinberg e Robert Levine

### Trama
Nassau viene liberata. Silver compie una scelta dolorosa. Flint e Madi si separano. Rogers cerca Eleanor.
- Guest star: Zethu Dlomo (Madi), Andre Jacobs (De Groot), Craig Jackson (Augustus Featherstone), Lise Slabber (Idelle), Laudo Liebenberg (Dooley), Chris Fisher (Ben Gunn), Moshidi Motshegwa (La regina dei cimarroni), Winston Chong (Joji), Dale Jackson (Luogotenente Utley), Adam Neill (Signor Soames), David Butler (Frasier), Andrian Mazive (Kofi), Tinah Mnumzana (Ruth), Ilay Kurelovic (Governatore Raja), Jorge Suquet (Juan Antonio Grandal), Sizo Mahlangu (Obi), Tony Kgoroge (Julius), Apolinhalo Antonio (Zaki), Wojtek Lipinski (Giubba rossa 1), Frans Steyn (Giubba rossa 2), Scott George (Consigliere spagnolo), Gavin Gomes (Soldato spagnolo 2), Brandon Amronski (Alto ufficiale spagnolo).
- Ascolti USA: telespettatori 448 000[8]

## XXXV.
- Titolo originale: XXXV.
- Diretto da: Lukas Ettlin
- Scritto da: Robert Levine e Brad Caleb Kane

### Trama
Flint sollecita alla cautela un furioso Silver. Max conduce Rackham e Bonny lungo il fiume. Billy trova un sopravvissuto. Rogers scopre la verità.
- Guest star: Zethu Dlomo (Madi), Andre Jacobs (De Groot), Craig Jackson (Augustus Featherstone), Lise Slabber (Idelle), Anna-Louise Plowman (Signora Hudson), Laudo Liebenberg (Dooley), Chris Fisher (Ben Gunn), Moshidi Motshegwa (La regina dei cimarroni), Andrian Mazive (Kofi), Dale Jackson (Luogotenente Utley), Adam Neill (Signor Soames), Tony Kgoroge (Julius), Jose Domingos (Signor Oliver), Guy Paul (Joseph Guthrie), Nicky Rebelo (Rawls), Wilson Carpenter (Ellers), Anton Dekker (Tom Morgan), Tinah Mnumzana (Ruth), Amy Letcher (Lydia), Sizo Mahlangu (Obi), Digby Young (Amministratore locale delle acque), Stevel Marc (Capo dei cimarroni 2), Nat Ramabulana (Capo dei cimarroni giamaicano), Mpho Osei Tutu (Domestico), Warrick Grier (Capitano pirata del New England).
- Ascolti USA: telespettatori 505 000[9]

## XXXVI.
- Titolo originale: XXXVI.
- Diretto da: Uta Briesewitz
- Scritto da: Jenniffer Castillo e Jillian Molin (soggetto); Tyler Van Patten (sceneggiatura)

### Trama
Un piano di salvataggio rischia di dividere Flint e Silver. Max impara il vero prezzo della libertà. Rackham cerca la sua preda. La Walrus entra in territorio inesplorato.
- Guest star: Zethu Dlomo (Madi), Andre Jacobs (De Groot), Craig Jackson (Augustus Featherstone), Lise Slabber (Idelle), Anna-Louise Plowman (Signora Hudson), Laudo Liebenberg (Dooley), Chris Fisher (Ben Gunn), Theo Landey (Primo ufficiale Molin), Andrian Mazive (Kofi), Dale Jackson (Luogotenente Utley), Fiona Ramsay (Signora Mapleton), Rory Acton Burnell (Colin), Tyrone Keogh (Adams), Sizo Mahlangu (Obi), Winston Chong (Joji), Adam Neill (Signor Soames), Mpho Osei Tutu (Domestico), Guy Paul (Joseph Guthrie), Ron Smerczak (Signor McCoy).
- Ascolti USA: telespettatori 473 000[10]

## XXXVII.
- Titolo originale: XXXVII.
- Diretto da: Steve Boyum
- Scritto da: Jonathan E. Steinberg e Dan Shotz

### Trama
Silver e i suoi uomini danno la caccia a Flint su Skeleton Island. Un'offerta è fatta a Madi. Rogers lotta per ascoltare Eleanor. Billy affronta il suo destino.
- Guest star: Zethu Dlomo (Madi), Andre Jacobs (De Groot), Craig Jackson (Augustus Featherstone), Laudo Liebenberg (Dooley), Chris Fisher (Ben Gunn), Winston Chong (Joji), Ron Smerczak (Signor McCoy), Wilson Carpenter (Ellers), Dale Jackson (Luogotenente Utley), Tyrone Keogh (Adams), Rory Acton Burnell (Colin).
- Ascolti USA: telespettatori 501 000[11]

## XXXVIII.
- Titolo originale: XXXVIII.
- Diretto da: Jonathan E. Steinberg
- Scritto da: Jonathan E. Steinberg e Robert Levine

### Trama
Flint fa un'ultima mossa per abbattere l'Inghilterra. Silver decide il proprio destino. Rackham affronta Rogers. Nassau è cambiata per sempre.
- Special guest star: Rupert Penry-Jones (Thomas Hamilton).
- Guest star: Zethu Dlomo (Madi), Craig Jackson (Augustus Featherstone), Lise Slabber (Idelle), Chris Fisher (Ben Gunn), Anna-Louise Plowman (Signora Hudson), Cara Roberts (Mark Read), Fiona Ramsay (Signora Mapleton), Dale Jackson (Luogotenente Utley), Wilson Carpenter (Ellers), Anton Dekker (Tom Morgan), Robert Fridjhon (Oglethorpe), Moshidi Motshegwa (La regina dei cimarroni), Luke Tyler (Cuoco), Tony Kgoroge (Julius), Sizo Mahlangu (Obi), Tinah Mnumzana (Ruth), Theo Landey (Primo ufficiale Molin), David Butler (Frasier), Adam Neill (Signor Soames), Jose Domingos (Signor Oliver), Mpho Osei Tutu (Domestico).
- Ascolti USA: telespettatori 568 000[12]